# À nos amours (album)
Pour les articles homonymes, voir À nos amours et À nos amours (roman).
Albums de Julien Clerc
Partout la musique vient
(2014) Duos
(2019)
Singles
1. Je t'aime etc
Sortie : 16 juin 2017
2. La Plata
Sortie : 22 septembre 2017
3. On attendait Noël
Sortie : 8 novembre 2017
4. À vous jusqu'à la fin du monde
Sortie : 28 février 2018
5. Sous mon Arbre
Sortie : 31 août 2018

À nos amours est le vingt-quatrième album studio de Julien Clerc, sorti le 20 octobre 2017 chez Parlophone (Warner Music France). Il a été entièrement réalisé par Calogero. 
L'album a été lancé le 16 juin 2017 par le single Je t'aime etc.

## Titres
L'album comprend treize chansons :
| No  | Titre                          | Paroles                        | Musique                 | Durée |
| --- | ------------------------------ | ------------------------------ | ----------------------- | ----- |
| 1.  | Je t'aime etc                  | Pierre-Yves Lebert             | Julien Clerc - Calogero | 4:17  |
| 2.  | Sous mon arbre                 | Marie Bastide                  | Julien Clerc            | 3:36  |
| 3.  | À vous jusqu'à la fin du monde | Didier Barbelivien             | Julien Clerc            | 4:26  |
| 4.  | Les Bassins de chlore          | Bruno Guglielmi                | Julien Clerc            | 3:12  |
| 5.  | À nos amours                   | Vincent Ravalec                | Julien Clerc            | 3:31  |
| 6.  | Les Petits Souliers            | Bruno Guglielmi                | Julien Clerc            | 3:25  |
| 7.  | Aimé (pour Aimé Césaire)       | Marc Lavoine                   | Julien Clerc            | 2:54  |
| 8.  | La Plata                       | Poème d'Henry Jean-Marie Levet | Julien Clerc            | 3:02  |
| 9.  | Ma colère                      | Maxime Le Forestier            | Julien Clerc            | 3:50  |
| 10. | Elle ment comme elle respire   | Brigitte Fontaine              | Julien Clerc            | 3:26  |
| 11. | Le Grand Amour                 | Carla Bruni                    | Julien Clerc            | 2:55  |
| 12. | La Mère évanouie               | Vianney                        | Julien Clerc            | 3:20  |
| 13. | On attendait Noël              | Marie Bastide                  | Julien Clerc            | 3:36  |

### CD Bonus
L'édition deluxe comprend un deuxième CD bonus avec les ébauches de quatre chansons en piano-voix.
| No | Titre                    | Durée |
| -- | ------------------------ | ----- |
| 1. | Sous mon arbre           | 2:58  |
| 2. | Les Bassins de chlore    | 3:00  |
| 3. | Aimé (pour Aimé Césaire) | 3:08  |
| 4. | La Plata                 | 2:26  |

### CD Édition 2018
L'album est une nouvelle fois réédité, il contient un second disque qui comporte 10 titres de "La Tournée des 50 ans".
| No  | Titre                                     | Durée |
| --- | ----------------------------------------- | ----- |
| 1.  | Utile                                     | 3:56  |
| 2.  | La Californie                             | 2:50  |
| 3.  | Fais-moi une place                        | 3:46  |
| 4.  | Si on chantait                            | 3:19  |
| 5.  | Chanson d'Emilie Jolie et du grand oiseau | 4:55  |
| 6.  | C'est en septembre                        | 3:37  |
| 7.  | Sous mon arbre                            | 3:38  |
| 8.  | Hélène                                    | 3:34  |
| 9.  | La cavalerie                              | 2:57  |
| 10. | Partir                                    | 5:19  |

## Classements et certifications
| Classement (2017–21)          | Meilleure position |
| ----------------------------- | ------------------ |
| Belgique (Flandre Ultratop)   | 93                 |
| Belgique (Wallonie Ultratop)  | 4                  |
| France (SNEP)                 | 6                  |
| Pays-Bas (Mega Album Top 100) | 169                |
| Suisse (Schweizer Hitparade)  | 16                 |
| Suisse (Charts Romandie)      | 5                  |

| Classement (2017)            | Position |
| ---------------------------- | -------- |
| Belgique (Wallonie Ultratop) | 38       |
| France (SNEP)                | 95       |

| Classement (2018)            | Position |
| ---------------------------- | -------- |
| Belgique (Wallonie Ultratop) | 91       |
| France (SNEP)                | 172      |

### Certification
| Région                                                           | Certification | Ventes/Streams |
| ---------------------------------------------------------------- | ------------- | -------------- |
| France (SNEP)                                                    | Platine       | 100 000*       |
| *Ventes selon la certification xNon précisé par la certification |               |                |